# جسی جیمز (بازیگر)
جسی جیمز (انگلیسی: Jesse James؛ زادهٔ ۱۴ سپتامبر ۱۹۸۹) یک هنرپیشه اهل ایالات متحده آمریکا است. وی از سال ۱۹۹۷ میلادی تاکنون مشغول فعالیت بوده‌است.
از فیلم‌ها یا برنامه‌های تلویزیونی که وی در آن نقش داشته‌است می‌توان به اثر پروانه‌ای، بهتر از این نمی‌شه، جهنده، کوکائین، پیامی در بطری، مرد نان‌زنجبیلی، قطع کردن اشاره کرد.